# قنبلة كوع
كوع قنبلة بدائية اشتهرت صنعاتها في قطاع غزة مع بداية انتفاضة الأقصى عام 2000 م، تتكون من ماسورة قصيرة مسنّنة ومغلقة من الطرفين بقطعتي معدن، إحداهما تحتوي على ثقب يمر من خلاله إلى الداخل فتيل الإشعال الذي يتم إشعالة بالكبريت، تكون محشوة بالبارود أو بالكبريت الأسود. انتشر استعمالها بين الفتية دون الثامنة عشرة كوسيلة للهو وقد أصيب الكثير منهم بحوادث بسسبها.